# Monarchie pakistanaise
La monarchie pakistanaise est le régime politique en vigueur au Pakistan entre 1947 et 1956. Pendant cette période, le Pakistan est un État indépendant qui partage son monarque avec le Royaume-Uni et les autres royaumes du Commonwealth. Les pouvoirs constitutionnels du monarque sont principalement délégués au gouverneur général du Pakistan.
La monarchie pakistanaise est créée par la loi sur l'indépendance indienne de 1947, qui aboutit à la scission du Raj britannique en deux entités : l'Inde et le Pakistan. La monarchie est abolie le 23 mars 1956, date à laquelle le Pakistan devient une république au sein du Commonwealth, un président remplaçant le souverain pakistanais comme chef de l'État.

## Histoire

### Règne deGeorgeVI(1947-1952)
En vertu de la loi sur l'indépendance indienne de 1947, le Raj britannique est divisé en deux États souverains indépendants, l'Inde et le Pakistan. De 1947 à 1952, le souverain du Pakistan est le roi George VI, qui est également roi du Royaume-Uni et des autres dominions du Commonwealth britannique (en anglais : British Commonwealth of Nations),,.

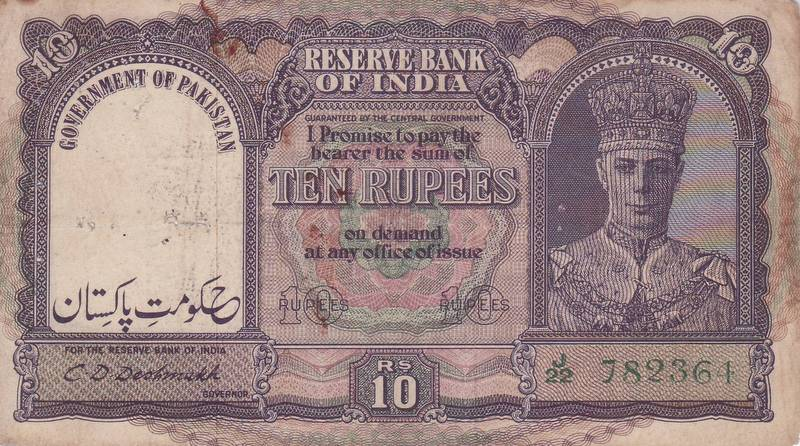
Billet de 10 roupies pakistanaises à l'effigie du roi George VI (1947).

Pour marquer l'indépendance du Pakistan, George VI adresse un message de félicitations à son peuple, qui est lu par Lord Mountbatten à l'Assemblée constituante du Pakistan, le 14 août 1947. Le roi déclare : « En obtenant votre indépendance par accord, vous avez donné un exemple à tous les peuples épris de liberté dans le monde entier ». Il écrit au peuple pakistanais : « Soyez assurés en permanence de ma sympathie et de mon soutien alors que je regarde vos efforts continus pour faire avancer la cause de l'humanité ».
Le roi nomme Muhammad Ali Jinnah en tant que gouverneur général du Pakistan, son représentant dans le pays, et l'autorise à exercer et accomplir tous ses pouvoirs et devoirs au Pakistan. Muhammad Ali Jinnah prête le serment suivant : « Moi, Mohammad Ali Jinnah, j'affirme solennellement ma foi et mon allégeance à la Constitution du Pakistan telle qu'elle a été établie par la loi et que je serai fidèle à Sa Majesté le roi George VI, dans la fonction de gouverneur général du Pakistan ».
Muhammad Ali Jinnah meurt en fonction le 11 septembre 1948. Le roi nomme alors Sir Khawaja Nazimuddin comme gouverneur général. En 1951, celui-ci démissionne pour devenir Premier ministre. Malik Ghulam Muhammad est désigné comme troisième gouverneur général du Pakistan.
Le roi George VI meurt dans son sommeil, le 6 février 1952. La mort du roi est profondément pleurée au Pakistan. Tous les bureaux gouvernementaux restent fermés le lendemain, tandis que tous les lieux de divertissement et les entreprises sont fermés, et que le gouvernement annule tous les événements officiels. La plupart des journaux du 7 février portent des bordures noires. Tous les drapeaux pakistanais sont mis en berne jusqu'au jour des funérailles. Le 15 février, jour des obsèques, deux minutes de silence sont observées dans tout le Pakistan, et une salve de 56 coups de canon est tirée : un coup pour chaque année de la vie du roi. Devant l'Assemblée constituante, Sir Khawaja Nazimuddin déclare que les Pakistanais se souviendront du règne du roi comme de « la période durant laquelle les musulmans du sous-continent indo-pakistanais se sont construit une patrie ».

### Règne d'ÉlisabethII(1952-1956)

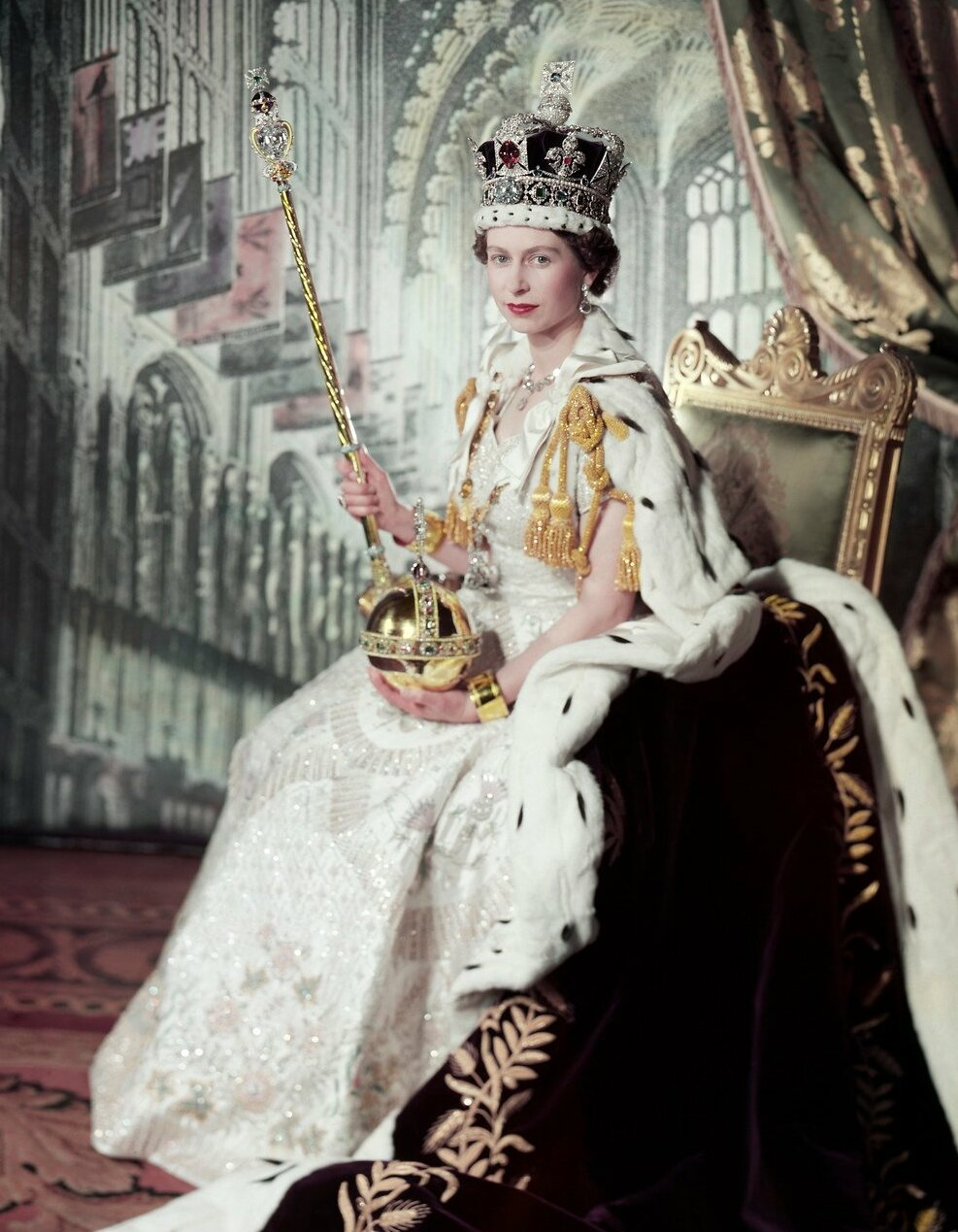
La robe de couronnement d'Élisabeth II est brodée des trois emblèmes du Pakistan.

À la mort de George VI le 6 février 1952, sa fille aînée devient le monarque du Pakistan. Dans les jours qui suivent, elle est proclamée reine sous le nom d'Élisabeth II dans tous ses royaumes, y compris au Pakistan, où elle est honorée par une salve de 21 coups de canon le 8 février.
Lors de son couronnement, en 1953, Élisabeth II est couronnée reine du Pakistan et des autres royaumes indépendants du Commonwealth. Elle est le premier monarque à prêter serment séparément pour chacun de ses royaumes. La robe de couronnement de la reine est brodée des emblèmes floraux de chaque pays du Commonwealth, dont les trois emblèmes du Pakistan : le blé, en diamant en forme d'avoine et en frondes de cristal doré ; le coton, en argent avec des feuilles de soie verte ; et le jute, brodé en soie verte et en fil d'or. Quatre-vingts sièges sont réservés aux Pakistanais, dans l'abbaye de Westminster, pour le couronnement. Le Premier ministre Muhammad Ali Bogra assiste à l'événement le 2 juin, avec sa femme et ses deux fils, après quoi il participe à la conférence des Premiers ministres du Commonwealth du 3 au 9 juin 1953 à Londres. Le gouvernement du Pakistan participe au financement du couronnement à hauteur de 482 000 roupies. Le Premier ministre justifie cette dépense en déclarant que le Pakistan, en tant que membre du Commonwealth, « doit s'aligner sur les autres dominions en de telles occasions ».
Quelques mois auparavant, le gouverneur général, Malik Ghulam Muhammad, a destitué le Premier ministre, Sir Khawaja Nazimuddin. Ce dernier a tenté d'inverser cette décision en plaidant sa cause directement auprès de la reine, mais celle-ci a refusé d'intervenir. En cela, elle s'est conformée à son rôle traditionnel de non-ingérence dans les affaires internes des royaumes du Commonwealth.
Lors de la conférence des Premiers ministres du Commonwealth de 1955, le Premier ministre du Pakistan informe les autres dirigeants du Commonwealth qu'il compte transformer le Pakistan en république mais qu'il souhaite que le pays reste membre du Commonwealth. Peu après, le gouvernement pakistanais recommande à la reine de nommer le major-général Iskander Mirza au poste de gouverneur général, en remplacement de Malik Ghulam Muhammad, pour mener à bien la transition vers la république. Le 19 septembre 1955, la nomination d'Iskander Mirza comme gouverneur général est officiellement annoncée avec effet au 6 octobre 1955.

### Abolition de la monarchie
La monarchie pakistanaise est abolie par l'adoption d'une Constitution républicaine le 23 mars 1956. Toutefois, le Pakistan demeure une république du Commonwealth. La reine envoie un message au nouveau président, Iskander Mirza, dans lequel elle écrit : « J'ai suivi avec un grand intérêt les progrès de votre pays depuis sa création […]. C'est pour moi une grande satisfaction de savoir que votre pays entend rester au sein du Commonwealth. Je suis convaincue que le Pakistan et d'autres pays du Commonwealth continueront de prospérer et de bénéficier de leur association mutuelle ».
Élisabeth II visite le Pakistan en tant que chef du Commonwealth en 1961 et 1997, accompagnée du prince Philip, duc d'Édimbourg.
Le Pakistan quitte le Commonwealth en 1972, à la suite de l'indépendance de l'ancienne province du Pakistan oriental, devenue le Bangladesh. Il y est réintégré en 1989, puis est suspendu de l'organisation à deux reprises : du 18 octobre 1999 au 22 mai 2004 et du 22 novembre 2007 au 22 mai 2008.

## Rôle constitutionnel

### Pouvoirs exécutif et législatif

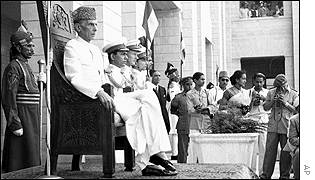
Muhammad Ali Jinnah, assis sur le trône du Pakistan, remplit ses fonctions officielles en qualité de représentant du roi George VI, le 14 août 1947.

Après la loi sur l'indépendance indienne de 1947, aucun ministre du gouvernement du Royaume-Uni ne peut conseiller le souverain sur les questions relatives au Pakistan. Pour toutes les questions concernant le dominion du Pakistan, le souverain est conseillé uniquement par les ministres de la Couronne pakistanais. Le monarque pakistanais est représenté dans le dominion par le gouverneur général du Pakistan, nommé par le monarque lui-même sur avis du gouvernement pakistanais.
Tous les pouvoirs exécutifs du Pakistan appartiennent théoriquement au souverain.
Le monarque pakistanais et l'Assemblée législative fédérale constituent le Parlement du Pakistan. Toutes les lois adoptées par le Parlement doivent ainsi obtenir la sanction royale pour être promulguées. Celle-ci est octroyée par le gouverneur général, au nom du monarque. Le gouverneur général est également chargé de convoquer, de proroger et de dissoudre l'Assemblée législative fédérale. Enfin, le gouverneur général a le pouvoir de choisir le Premier ministre pakistanais et de nommer le Conseil des ministres. Tous les ministres pakistanais sont en poste au gré du gouverneur général, qui peut les révoquer à sa discrétion.

### Pouvoir judiciaire
Dans les royaumes du Commonwealth, le monarque est chargé de rendre la justice à tous ses sujets, et est donc traditionnellement considéré comme la source de la justice. Au Pakistan, les infractions pénales sont légalement considérées comme des infractions contre la Couronne, et les procédures pour les actes criminels sont engagées au nom du souverain sous la forme The Crown versus [nom]. Selon la common law, le souverain « ne peut faire aucun mal » ; par conséquent, le monarque ne peut être poursuivi devant ses propres tribunaux pour des infractions pénales. Le gouverneur général est également exempté de toute poursuite contre lui devant un tribunal pakistanais.

## Rôle culturel

### Relations internationales
Les ambassadeurs et représentants pakistanais dans les pays étrangers sont accrédités par le monarque en sa qualité de souverain du Pakistan et doivent obtenir son approbation. Les lettres de créance et les lettres de rappel sont délivrées par le monarque.

### Distinctions honorifiques
Au sein des royaumes du Commonwealth, le monarque est considéré comme le fons honorum (source d'honneurs). Ainsi, le souverain, en tant que monarque du Pakistan, confère des récompenses et des honneurs au Pakistan en son nom. La plupart sont décernés sur l'avis du gouvernement de Sa Majesté,,.

### Forces armées pakistanaises
La Couronne est au sommet des Forces armées pakistanaises. Cette position se reflète dans les navires de guerre pakistanais, qui portent le préfixe HMPS (Her Majesty's Pakistan Ship, ou His Majesty's Pakistan Ship sous le règne de George VI, c'est-à-dire « Navire pakistanais de Sa Majesté »). La marine et l'armée de l'air du Pakistan sont respectivement connues sous les noms de Royal Pakistan Navy et Royal Pakistan Air Force. Le terme « Royal » est abandonné lors de l'abolition de la monarchie,.

### Symboles royaux du Pakistan

Étendard du gouverneur général avec la couronne de saint Édouard.
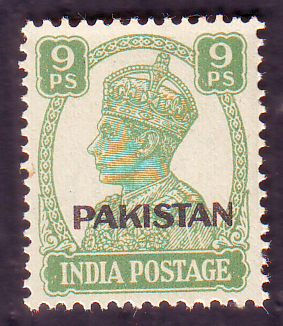
Timbre représentant le roi George VI à l'occasion de l'indépendance.
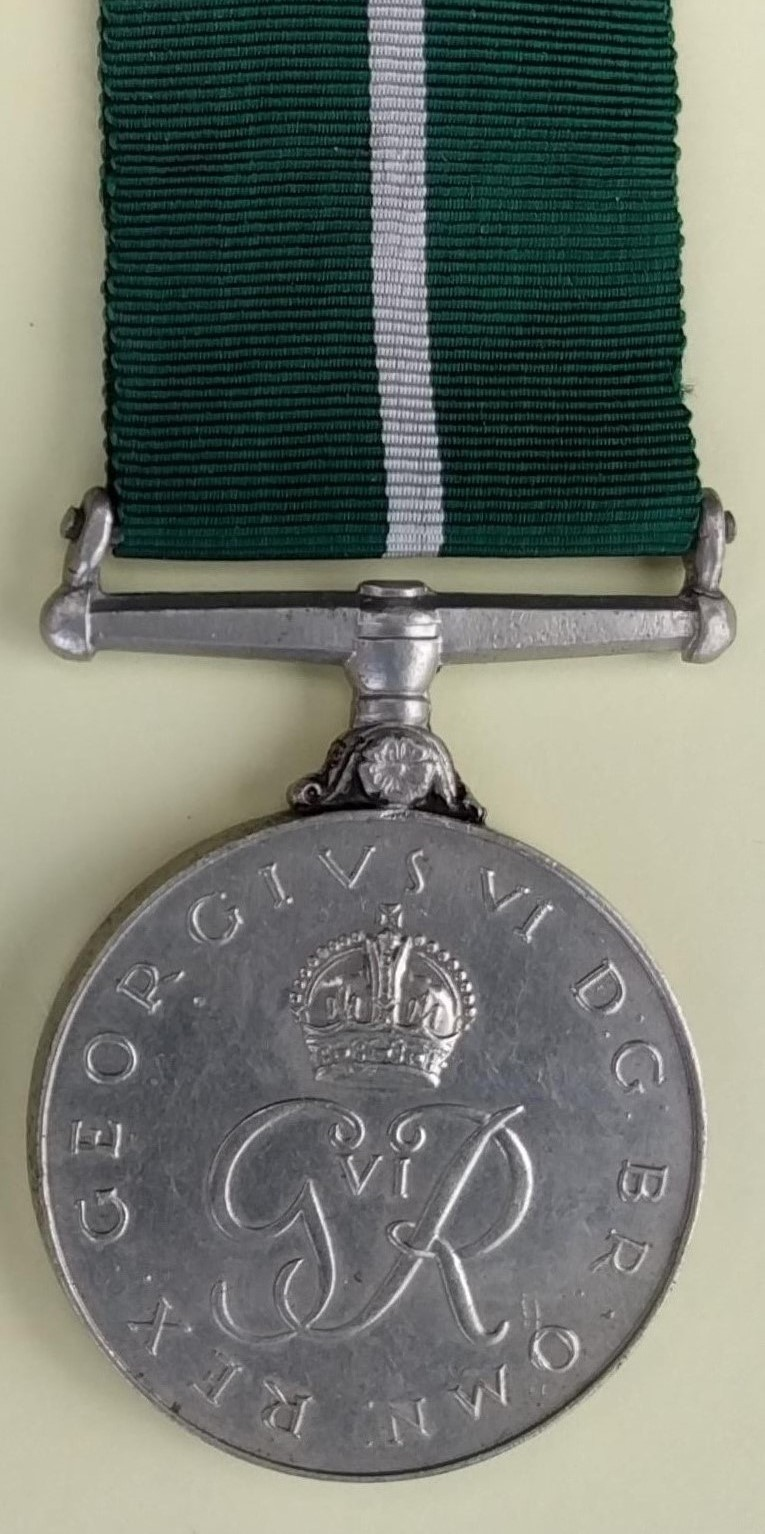
Médaille du Pakistan de 1949 portant le monogramme royal de George VI.
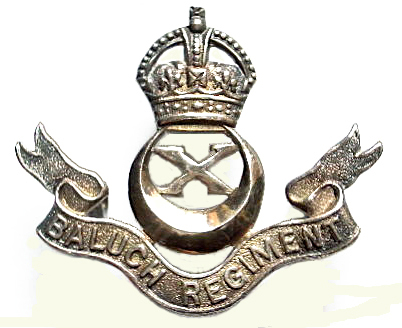
Insigne du 10e régiment baloutche avec la couronne Tudor.

## Titre du monarque
Avant 1953, le titre du monarque est le même dans tous ses royaumes et territoires. Lors de la Conférence économique du Commonwealth, qui a lieu à Londres en décembre 1952, il est convenu que chacun des royaumes de la reine, y compris le Pakistan, pourra adopter son propre titre royal. Le titre officiel de la reine au Pakistan, selon la proclamation parue dans la Gazette du Pakistan le 29 mai 1953, est « Élisabeth II, reine du Royaume-Uni et de ses autres royaumes et territoires, chef du Commonwealth ».
Le Pakistan étant un pays à majorité musulmane, la formule « par la grâce de Dieu » et le titre de défenseur de la foi, présents dans le titre britannique de la reine, ont été omis. En effet, ces expressions reflètent la position du monarque au Royaume-Uni, où il est gouverneur suprême de l'Église d'Angleterre.

## Liste des monarques pakistanais
| No | Portrait     | Nom                                             | Début de règne | Fin de règne   |
| -- | ------------ | ----------------------------------------------- | -------------- | -------------- |
| 1  | George VI    | George VI (14 décembre 1895 – 6 février 1952)   | 14 août 1947   | 6 février 1952 |
| 2  | Élisabeth II | Élisabeth II (21 avril 1926 – 8 septembre 2022) | 6 février 1952 | 23 mars 1956   |

## Résidence vice-royale

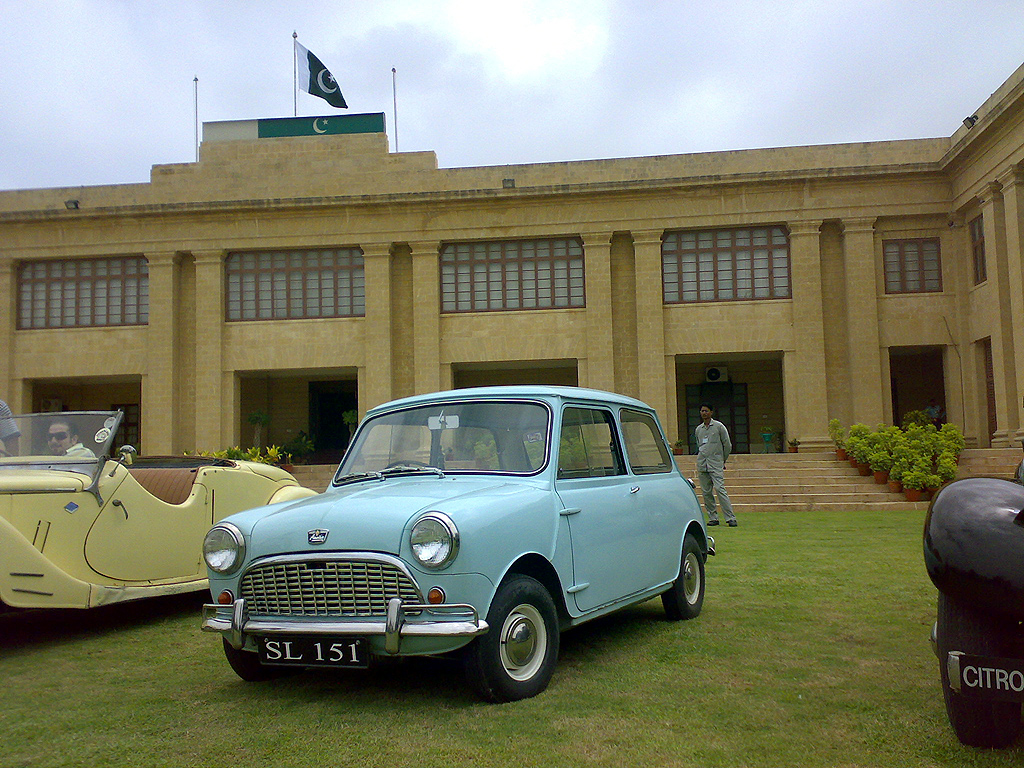
La résidence du gouverneur (2007).

Le gouverneur général du Pakistan réside officiellement à la Governor-General's House (en), dans la ville de Karachi. Lors de l'abolition de la monarchie, elle est rebaptisée President's House et devient la résidence du président du Pakistan.
Toutes les cérémonies de prestation de serment se déroulent dans la salle du Durbar de la Governor-General's House. La salle contient un trône fabriqué pour le roi Édouard VII, lors de sa tournée en Inde en tant que prince de Galles en 1876, et qui a également été utilisé par la reine Mary lors du durbar de Delhi en 1911. Lors de la fête nationale, le gouverneur général se tient sur la terrasse, saluant les contingents de gardes qui défilent devant la résidence vice-royale.